# Zonja nga qyteti
Zonja nga qyteti (en albanès La dama de la ciutat) és una pel·lícula de comèdia albanesa del 1976 dirigida per Piro Milkani, protagonitzada per Violeta Manushi com la tieta Ollga.

## Complet
La pel·lícula explica la història d'Ollga, una anciana de la ciutat que es va traslladar al poble per quedar-se amb la seva filla, una jove bonica. Sota el socialisme, els joves eren rutinàriament enviats als pobles després de graduar-se per treballar per tal d'adquirir experiència i contribuir a comunitats prèviament desateses en el seu camp d'estudi. La seva filla, Meli, (Rajmonda Bulku) va estudiar com a infermera. Teto Ollga tenia una actitud de superioritat cap als vilatans, però al final es troba còmoda entre ells i es torna útil quan comença a treballar com a xef. La pel·lícula ofereix una gran vista del poble, Tushemisht, situat a Pogradec, Albània, amb els seus nombrosos canals, el llac, les fonts de Drilon i les altes muntanyes.

## Repartiment
- Violeta Manushi - Ollga
- Rajmonda Bulku as Meli
- Stavri Shkurti - Sala, primer secretari del Partit
- Pandi Raidhi - Bako Këmbora
- Yllka Mujo - Shpresa
- Piro Kita - Bujar
- Sotiraq Bratko - Tirka
- Vasillaq Vangjeli - Koçi
- Hasan Fico - Malua
- Vangjel Grabocka - Shahin